# The Cutting Edge (película)
The Cutting Edge (Pasión por el triunfo, en español) es una película de 1992 de comedia romántica dirigida por Paul Michael Glaser y escrita por Tony Gilroy. Se rodó en Hamilton, Ontario, Canadá, así como en Albertville, Francia.

## Sinopsis
Es la historia de una patinadora (que por su carácter no encuentra un compañero que la lleve a su sueño: ser la ganadora de patinaje artístico en las olimpíadas) y un jugador de hockey (con una lesión que le impide volver a jugar) que deciden juntarse y ganar el oro en las olimpíadas, pero encuentran más que eso, desarrollando una relación odio-amor.

## Elenco
- D. B. Sweeney como Doug Dorsey.
- Moira Kelly como Kate Moseley.
- Roy Dotrice como Anton Pamchenko.
- Terry O'Quinn como Jack Moseley.
- Dwier Brown como Hale Forrest.
- Chris Benson como Walter Dorsey.
- Kevin Peeks como Brian Newman.
- Rachelle Ottley como  Lorie Peckarovski.
- Barry Flatman como Rick Tuttle.

## Secuelas
De la película se derivaron tres secuelas: 
- Pasión por el triunfo 2: Medalla olímpica (2006)
- Pasión por el triunfo 3: Persiguiendo un sueño (2008)
- Pasión por el triunfo 4: Fuego y hielo (2010)